# 樊志張
樊志張（？—？），漢中郡南鄭縣（今陝西省漢中市）人。樊志張博學多通，隱居不做官。有弟子衛衡。

## 生平
樊志張曾經到隴西遊歷，當時破羌將軍段熲出征西羌，請求見樊志張。當晚，段熲軍被羌軍包圍，樊志張留在軍中，三天無法出去。第三天夜晚樊志張對段熲說：「東南角沒有羌人，應該趁虛殺出，住百里後，回師進攻，可以大獲全勝。」段熲聽從了，果然大破羌軍。於是把當時的情況上表。又說樊志張的爲人，有梓慎、焦延壽、董仲舒的學識，能夠輔佐朝廷，諮詢奇異現象。於是有詔特別徵召，卻碰上樊志張病逝。

## 延伸阅读
[在维基数据编辑]
 《後漢書/卷82下》，出自范晔《後漢書》